# 29 Armia Ogólnowojskowa (ZSRR)
29 Armia (ros. 29-я армия) – związek operacyjny Armii Radzieckiej z okresu zimnej wojny.

## Struktura organizacyjna
W 1989
w Zabajkalskim Okręgu Wojskowym
- 52 Dywizja Zmechanizowana
- 91 Dywizja Zmechanizowana
- 245 Dywizja Zmechanizowana
- 5 Dywizja Pancerna
- 7 Brygada Rakiet Operacyjno-Taktycznych
- 103 Brygada Rakiet Przeciwlotniczych
- 26 Brygada Zaopatrzenia
- 156 pułk artylerii rakietowej
- 181 pułk łączności
- 397 pułk śmigłowców bojowych